# Цветино
Цве́тино (болг. Цветино) — село в Пазарджицькій області Болгарії. Входить до складу общини Велинград.

## Населення
За даними перепису населення 2011 року у селі проживали 158 осіб.
Національний склад населення села:
| Національність   | Кількість осіб | Відсоток |
| ---------------- | -------------- | -------- |
| болгари          | 116            | 73,4%    |
| турки            | 0              | 0%       |
| цигани           | 0              | 0%       |
| інша             | 42             | 26,6%    |
| не визначились   | 0              | 0%       |
| Всього відповіли | 158            |          |

Розподіл населення за віком у 2011 році:
Динаміка населення: